# Frederica de Saxe-Gota-Altemburgo (1715-1775)
Frederica de Saxe-Gota-Altemburgo (Gota, 17 de julho de 1715 - Bad Langensalza, 12 de maio de 1775) foi uma duquesa de Saxe-Gota-Altemburgo e duquesa de Saxe-Weissenfels por casamento.

## Biografia
Frederica era filha do duque Frederico II, Duque de Saxe-Gota-Altemburgo e da sua esposa, a princesa Madalena Augusta de Anhalt-Zerbst. Era irmã da duquesa Augusta de Saxe-Gota, esposa do príncipe Frederico de Gales e mãe do rei Jorge III do Reino Unido.
Casou-se no dia 27 de novembro de 1734 na cidade de Altemburgo com o duque João Adolfo II de Saxe-Weissenfels. O casal teve quatro filhos, mas nenhum deles chegou à idade adulta, extinguindo assim a Casa de Saxe-Weissenfels.
O corpo de Frederica encontra-se enterrado no Castelo de Wrissenfels.

## O Castelo de Frederica
Quando o seu marido morreu, Frederica tinha apenas trinta-e-um anos de idade e mudou-se inicialmente para a residência destinada às viúvas dos duques de Saxe-Weissenfels, o Castelo Dryburg em Langensalza, actual Baden. Pouco tempo depois, a duquesa recebeu um jardim e mais terras, tendo decidido mandar construir um palácio em estilo rococó entre 1749 e 1751, ao qual chamou Palácio de Frederica.
Após a morte da duquesa em 1775, o palácio foi comprado pelo seu médico pessoal, Christian Friedrich Stoller. Desde 1946, o castelo é usado para realizar vários eventos culturais e casamentos.

## Descendência
1. Carlos Frederico de Saxe-Weissenfels (7 de junho de 1736 - 24 de março de 1737),  morreu aos nove meses de idade.
2. João Adolfo de Saxe-Weissenfels  (27 de junho de 1738 - 21 de outubro de 1738), morreu aos três meses de idade.
3. Augusto Adolfo de Saxe-Weissenfels  (6 de junho de 1739 - 7 de junho de 1740), morreu com um ano de idade.
4. João Jorge de Saxe-Weissenfels  (17 de maio de 1740 - 10 de julho de 1740), morreu com quase dois meses de idade.
5. Frederica Adolfina de Saxe-Weissenfels (27 de dezembro de 1741 - 4 de julho de 1751), morreu aos nove anos de idade.

## Genealogia
| Frederica de Saxe-Gota-Altemburgo | Pai: Frederico II de Saxe-Gota-Altemburgo | Avô paterno: Frederico I de Saxe-Gota-Altemburgo | Bisavô paterno: Ernesto I de Saxe-Gota             |
| Frederica de Saxe-Gota-Altemburgo | Pai: Frederico II de Saxe-Gota-Altemburgo | Avô paterno: Frederico I de Saxe-Gota-Altemburgo | Bisavó paterna: Isabel Sofia de Saxe-Altemburgo    |
| Frederica de Saxe-Gota-Altemburgo | Pai: Frederico II de Saxe-Gota-Altemburgo | Avó paterna: Madalena Sibila de Saxe-Weissenfels | Bisavô paterno: Augusto de Saxe-Weissenfels        |
| Frederica de Saxe-Gota-Altemburgo | Pai: Frederico II de Saxe-Gota-Altemburgo | Avó paterna: Madalena Sibila de Saxe-Weissenfels | Bisavó paterna: Ana Maria de Mecklemburgo-Schwerin |
| Frederica de Saxe-Gota-Altemburgo | Mãe: Madalena Augusta de Anhalt-Zerbst    | Avô materno: Carlos de Anhalt-Zerbst             | Bisavô materno: João VI de Anhalt-Zerbst           |
| Frederica de Saxe-Gota-Altemburgo | Mãe: Madalena Augusta de Anhalt-Zerbst    | Avô materno: Carlos de Anhalt-Zerbst             | Bisavó materna: Sofia Augusta de Holstein-Gottorp  |
| Frederica de Saxe-Gota-Altemburgo | Mãe: Madalena Augusta de Anhalt-Zerbst    | Avó materna: Sofia de Saxe-Weissenfels           | Bisavô materno: Augusto de Saxe-Weissenfels        |
| Frederica de Saxe-Gota-Altemburgo | Mãe: Madalena Augusta de Anhalt-Zerbst    | Avó materna: Sofia de Saxe-Weissenfels           | Bisavó materna: Ana Maria de Mecklemburgo-Schwerin |